# Haploniscus tricornis
Haploniscus tricornis är en kräftdjursart som beskrevs av Menzies1962. Haploniscus tricornis ingår i släktet Haploniscus och familjen Haploniscidae. Inga underarter finns listade i Catalogue of Life.